# Estación de Louvres
La estación de Louvres es una estación ferroviaria francesa situada en la comuna de Louvres, en el departamento del Valle del Oise al norte de París. Por ella circulan los trenes de cercanías de la línea D del RER.

## Historia
Fue inaugurada en 1859 por parte de la Compañía de Ferrocarriles del Norte con el nombre de Louvres - Marly-la-Ville y ello a pesar de que esta última comuna está más cerca de Survilliers - Fosses que de Louvres. En 1907 ese tramo de vías fue desdoblado. 
El 27 de septiembre de 1987 la estación se integró, con su nombre actual, en la línea D del RER

## La estación
Fue construida siguiente el modelo estándar de las estaciones de segunda categoría de la compañía del norte con un edificio central y dos anexos adosados. Con el desdoblamiento de la línea pasó a ser considerada de primera categoría, su entrada fue ampliada y sus anexos elevados uno piso alcanzando los tres pisos. 
Se compone de dos andenes laterales al que acceden tres vías. Otras dos vías más, fruto del desdoblamiento de ese tramo cruzan la estación sin acceso a andén.